# ماکارنا رودریگز
آنا ماکارنا رودریگز پرز (انگلیسی: Ana Macarena Rodríguez Pérez؛ زادهٔ ۱۰ ژوئن ۱۹۷۸ در مندوزا، آرژانتین) بازیکن هاکی روی چمن آرژانتینی است. او برای اولین بار برای تیم ملی هاکی روی چمن آرژانتین در مسابقات شمارش شده در طول سال های مربیگری سرجیو ویژل شرکت کرد، اما در سال 2010 با کارلوس رتگی به تیم بازگشت و جام جهانی 2010 و مدال نقره بازی های المپیک تابستانی 2012 را به دست آورد. ماکارنا همچنین سه قهرمانی قهرمان (2010، 2012 و 2014) و دو جام پان آمریکا را به دست آورد.
در سال 2014، ماکارنا به محض شروع مربیگری سانتیاگو کاپورو، به عنوان کاپیتان تیم جدید انتخاب شد، و جانشین برنده 8 بار بهترین بازیکن سال FIH، لوسیانا آیمار، که پس از جام قهرمانی هاکی زنان در سال 2014 تصمیم به بازنشستگی گرفت.[2]